# Pora!
Pora! (ukr. Пора! = „Es ist Zeit!“) ist eine ukrainische Jugendorganisation und seit 2006 auch politische Partei, die erheblichen Anteil am Ausgang der Präsidentschaftswahlen in der Ukraine 2004 während der orangefarbenen Revolution hatte. In ihrer politischen Ausrichtung stand sie während der Massenproteste im November und Dezember 2004, die letztlich zur Präsidentschaft Wiktor Juschtschenkos führten, der als radikaler geltenden Julija Tymoschenko nahe. Pora! betonte zwar, dass sie nicht für den Sieg des Oppositionsführers, sondern für die Durchführung freier und fairer Wahlen kämpfe, angesichts der faktischen Wählermehrheit Juschtschenkos war dies jedoch gleichbedeutend.

## Geschichte
Pora! formierte sich 2003 als Bewegung zur Koordinierung von Aktionen gegen die ukrainische Führung unter Präsident Kutschma. Ihre Mitglieder sahen sich, ebenso wie die Mitarbeiter der unabhängigen Internetzeitung Ukrajinska Prawda, Repressionen von Polizei und Staat ausgesetzt. In ihrem Kampf gegen die aus ihrer Sicht autokratischen Methoden wurden Aktionsformen zivilen Ungehorsams und moderner Öffentlichkeits- und Mobilisierungsarbeit eingesetzt.
Die Führung von Pora! war an der Koordination der außerparlamentarischen Opposition im November und Dezember 2004 beteiligt, so organisierte die Bewegung die Zeltstadt, die während der Massenproteste mehrere Wochen die Flaniermeile im Zentrum Kiews blockierte. 

### Spaltung
Pora! bestand seit ihren Anfangstagen aus einem „schwarzen“ und einem „gelben“ Flügel. Der Gegensatz festigte sich nach den Präsidentschaftswahlen. Während die schwarze Pora! sich als NGO auf die demokratische Kontrolle der ukrainischen Regierung konzentrierte, transformierte sich die gelbe Pora! in eine politische Partei, die ab 2006 an Parlamentswahlen teilnahm.
Die Partei "Pora!" beteiligte sich gemeinsam mit der Partei Reform und Ordnung unter dem Spitzenkandidaten Wladimir Klitschko an der Parlamentswahlen 2006, scheiterte aber an der Drei-Prozent-Hürde für den Einzug ins Parlament. Bei den Wahlen 2007 trat sie innerhalb des Wahlblocks Nascha Ukrajina - Narodna Samooborona an und war über das Bündnis im landesweiten Parlament vertreten.
Die schwarze (NGO) Pora! änderte zu den Parlamentswahlen 2006 ihren Namen zu OPORA (ukrainisch: ОПОРА).

## Hintergrund
Die Idee der Gründung von Pora! wurde durch Erfahrungen der serbischen und georgischen Studenten- und Jugendorganisationen Otpor bzw. Kmara inspiriert. Beide führten in ihren Ländern politische Kampagnen aus, die zur Abwahl der Präsidenten Slobodan Milošević 2000 bzw. Eduard Schewardnadse 2003 beitrugen. 
Finanzierung erhielten Otpor, Kmara und Pora! auch aus dem Ausland, insbesondere von US-amerikanischen Stiftungen wie Freedom House und von USAID,  theoretische Anleitung insbesondere durch die Theorien des gewaltlosen Regimewechsels von Gene Sharp.